# Spodnje Jezersko
Spodnje Jezersko – wieś w Słowenii, w gminie Jezersko. W 2018 roku liczyła 86 mieszkańców.